# Christie’s

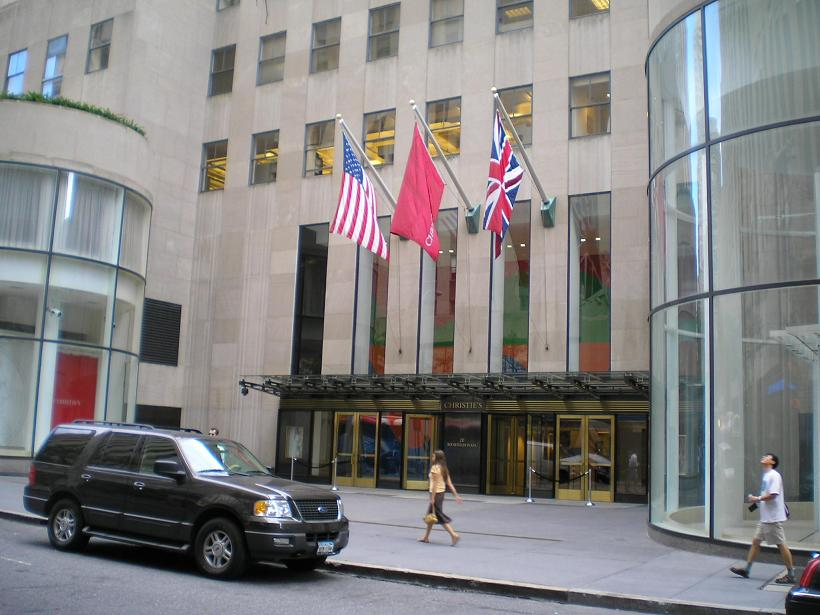
Christie’s im Rockefeller Center, New York City

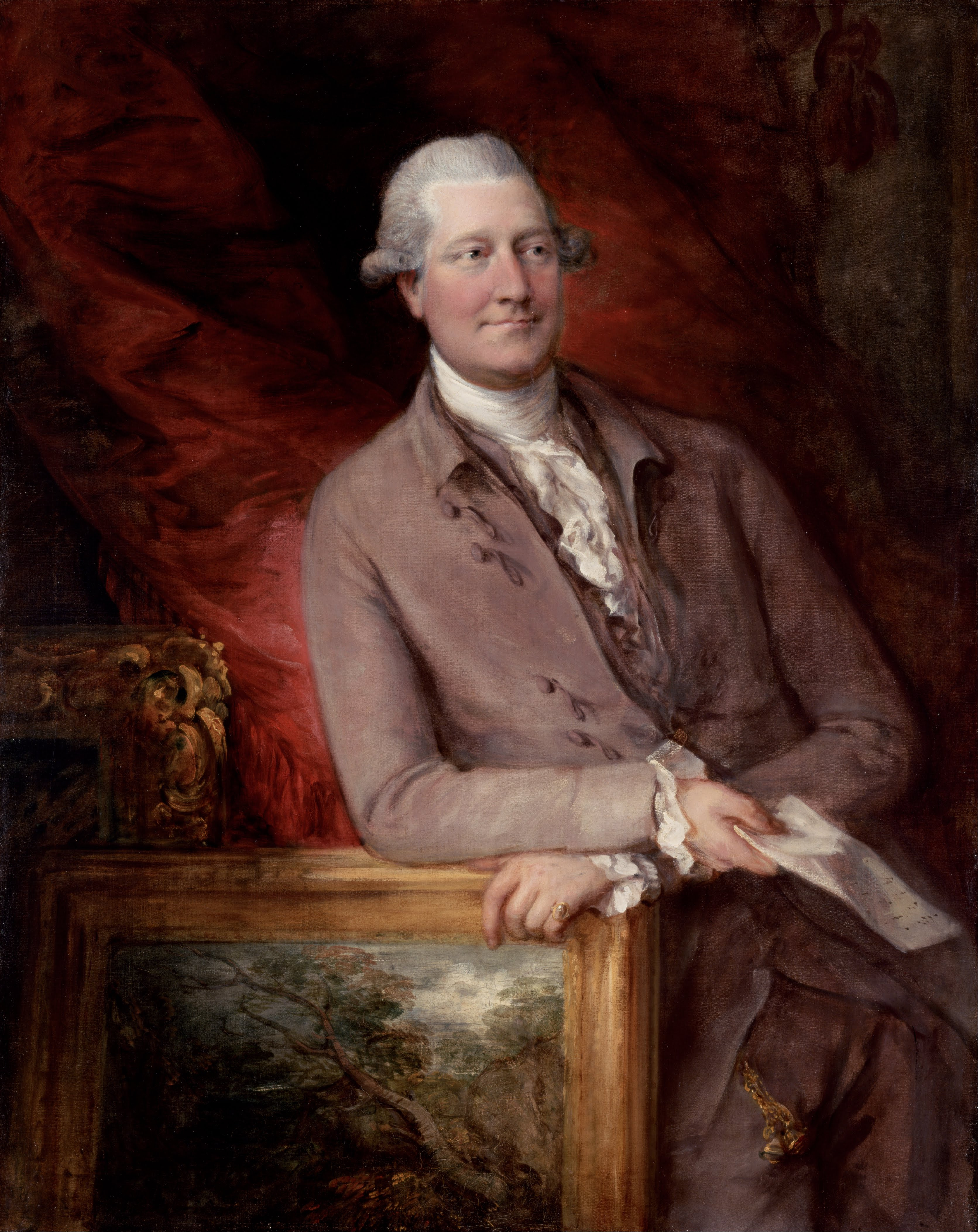
Firmengründer James Christie porträtiert von Thomas Gainsborough (1778)

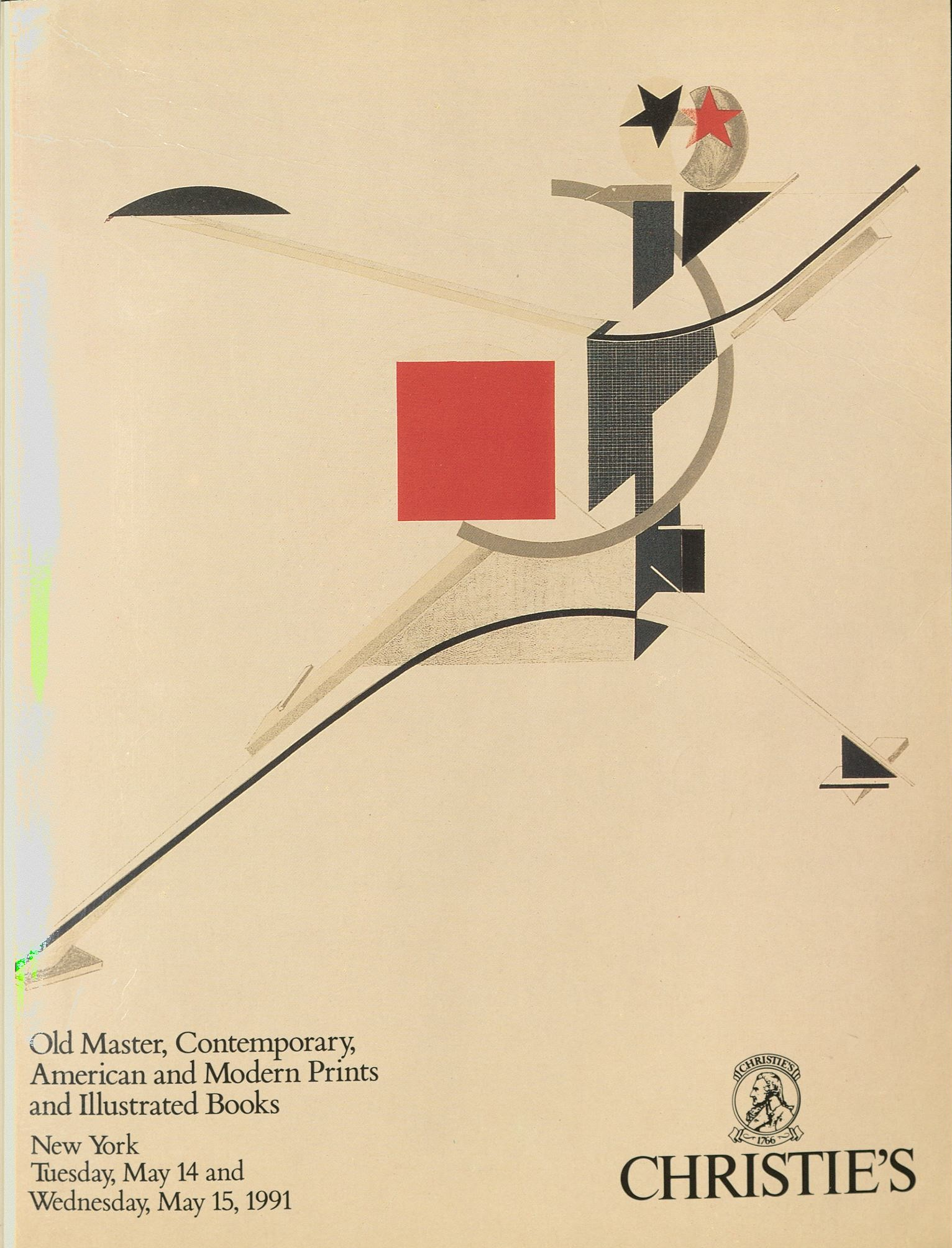
Katalog 1991 mit El Lissitzky

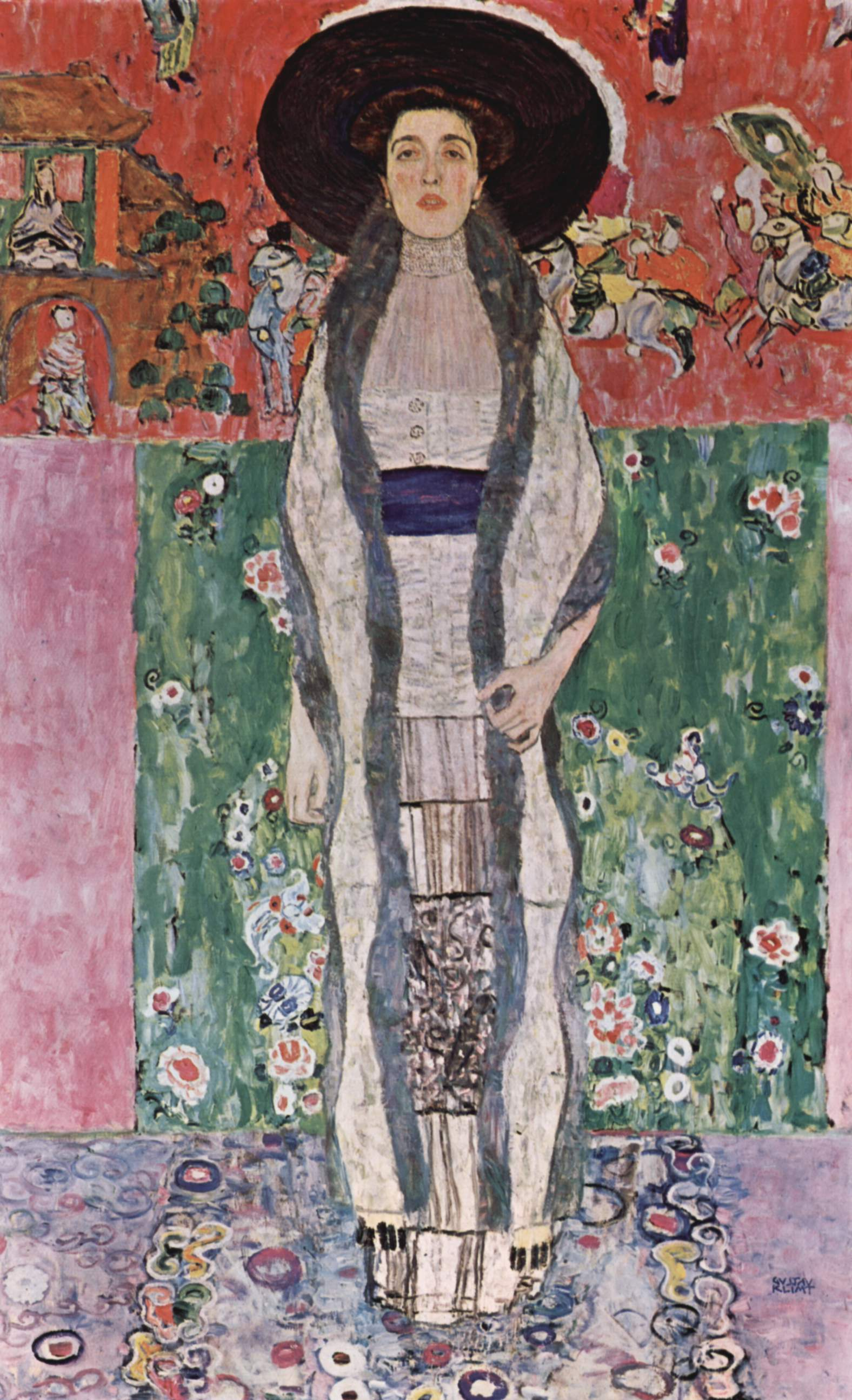
Adele Bloch-Bauer II, 1912, Gustav Klimt, versteigert für 87,9 Mio. US$

Christie’s ist eines der traditionsreichsten Auktionshäuser mit Hauptsitz in London und ist weltweit führend auf dem Kunst- und Antiquitätenmarkt. Christie’s erzielte 2023 einen Umsatz von 6,2 Milliarden US-Dollar.

## Geschichte
Die Gründung erfolgte im Jahr 1766 durch James Christie. Die erste Auktion führte der Gründer am 5. Dezember 1766 durch. Er arbeitete für die Aristokratie und für die königliche Familie. Im 18. und 19. Jahrhundert stand das Auktionshaus unter anderem in Verbindung mit Katharina II. und verkaufte ihr die Gemäldesammlung Robert Walpoles, die einen wichtigen Beitrag für die Eremitage in Sankt Petersburg bedeutete.
Heute operiert Christie’s weltweit und hat einen jährlichen Umsatz von mehreren Milliarden US-Dollar. Die wichtigsten Auktionsorte sind London, New York, Paris und Hongkong.
In letzter Zeit verkaufte Christie’s unter anderem Werke und persönlichen Besitz von Pablo Picasso, Rembrandt, Leonardo da Vinci, Vincent van Gogh und Napoleon Bonaparte.
Eigentümer von Christie’s ist die Groupe Artémis, die dem französischen Milliardär François Pinault gehört und zu der zahlreiche Unternehmen und Marken aus dem Luxusgüterbereich wie Gucci, Puma, Ponant und Château Latour gehören. 2008 wurde aufgrund von Wertverlusten von Pinaults Beteiligungen über einen Verkauf von Christie’s spekuliert. Laut einem Artikel der Times vom Ende Dezember 2008 waren mehrere Investorengruppen an einem Kauf interessiert. 2009 beschäftigte das Unternehmen 1900 Mitarbeiter weltweit.
Die Französin Patricia Barbizet wurde 2014 zum Chief Executive Officer (CEO) des Unternehmens ernannt. Sie war die erste Frau in der Geschäftsleitung von Christie’s.
Nach ihrem Rückzug von diesem Posten wurde zum 1. Januar 2017 Guillaume Cerutti zu ihrem Nachfolger ernannt. François Pinault übernahm die Rolle des Vorstandsvorsitzenden, und Patricia Barbizet wurde zu seiner Stellvertreterin bestellt.
Mit der Kooperation mit OpenSea stieg Christie’s im November 2021 auch in den Verkauf digitaler Kunst per NFTs ein. Im Mai 2024 wurde der Abfluss von 500.000 Kundendaten Christie’s durch die Hackergruppe RansomHub bekannt, was insbesondere aufgrund der beabsichtigten Verschwiegenheit des Auktionshauses im Tagesgeschäft Aufsehen erregte.
Christie’s bietet rund 350 Auktionen jährlich in mehr als 80 Kategorien, darunter alle Bereiche der bildenden und angewandten Kunst, Schmuck, Fotografien, Sammlerstücke, Wein und vieles mehr. Christie’s hat auch eine lange und erfolgreiche Geschichte in der Leitung privater Verkäufe für Kunden in allen Kategorien, mit Schwerpunkt auf zeitgenössischer, moderner, impressionistischer und Nachkriegskunst sowie auch Schmuck und Alten Meistern.
Christie’s hat eine globale Präsenz in 46 Ländern mit 47 Büros und 9 Verkaufsräumen in London, New York, Paris, Genf, Mailand, Amsterdam, Dubai, Hong Kong und Shanghai.

## Rekordauktionen
- 1989 ersteigerte das J. Paul Getty Museum das Portrait of a Halberdier von Jacopo da Pontormo für 35,2 Mio. US$.[10] Das Bild galt lange Zeit als das am teuersten verkaufte Gemälde eines der Alten Meister, bis im Juli 2002 Rubens Kindermord von Betlehem für rund 76,7 Mio. US$ versteigert wurde.
- 2005 erreichte die Fotografie Untitled (Cowboy) von Richard Prince bei Christie’s New York den Rekordpreis von über 1 Million US$, und erzielte damit den bis dato höchsten Preis für ein einziges Foto.
- 2006 wurde bei Christie’s in Hongkong eine Porzellanschüssel aus der Zeit der Qing-Dynastie für 22,24 Mio. US$ versteigert.
- Ebenfalls 2006 wurde bei Christie’s eine Stradivari für 3,544 Mio. US$ versteigert, was zu der Zeit der höchste Preis für ein Musikinstrument war.
- Am 8. November 2006 wurden vier Bilder von Gustav Klimt in New York für 192 Mio. US$ versteigert. Das Gemälde Adele Bloch-Bauer II erzielte 87,936 Mio. US$ und damit den fünfthöchsten Preis, der jemals für ein Gemälde bezahlt wurde. Apfelbaum I erzielte 40,336 Mio. US$, Buchenwald/Birkenwald 33,056 Mio. US$, Häuser in Unterach am Attersee 31,376 Mio. US$. Die Käufer blieben anonym.
- Das Seerosenbild Le Bassin Aux Nymphéas von Claude Monet wurde 2008 für 80,4 Mio. US$ versteigert, der höchste Preis, der jemals für ein Werk Monets erzielt wurde.
- Das Ölgemälde Nackte, grüne Blätter und Büste von Pablo Picasso wurde durch das telefonische Gebot eines unbekannten Bieters am 4. Mai 2010 bei Christie’s in New York für 106,5 Mio. US$ versteigert.
- Der Dr.-No-Bikini aus dem Film „James Bond – 007 jagt Dr. No“ wurde 2001 in einer Auktion für über 40.000 £ an einen Sammler verkauft.
- Als teuerster Teppich der Welt wurde ein persischer Vasenteppich aus dem 17. Jahrhundert im April 2010 nach einem Bieterwettstreit für umgerechnet 7,2 Mio. Euro an einen arabischen Interessenten versteigert. Das Augsburger Auktionshaus Georg Rehm hatte den Teppich zuvor mit nur 900 Euro katalogisiert.
- Am 11. Mai 2015 wurde Pablo Picassos Les femmes d’Alger (Version "O") für 179,3 Mio. US$ verkauft und wurde so zum damals teuersten jemals verkauften Kunstwerk bei einer Auktion bei Christie’s in New York.
- Im November desselben Jahres wurde bei Christie’s in New York Nu Couché von Amedeo Modigliani (1917–1918) für 170,4 Mio. US$ verkauft. Es zählt somit als das drittteuerste Kunstwerk, das auf einer Auktion verkauft wurde.[11]
- Am 15. November 2017 ersteigerte ein anonymer Telefonbieter das Gemälde Salvator mundi von Leonardo da Vinci (zugeschrieben) für einen Preis von 400 Mio. US$. Mit Gebühren wurde so ein Preis in Höhe von ca. 450 Mio. US$ erreicht. Es ist damit das teuerste je bei einer Auktion verkaufte Kunstwerk. Es hatte zuletzt dem russischen Milliardär Dmitri Rybolowlew gehört. Ursprünglich hatte Christie’s mit einem Preis von rund 100 Millionen Dollar gerechnet.
- Am 15. November 2018 wurde in der New Yorker Filiale David Hockneys Bild Portrait of an Artist (Pool with Two Figures) für 90.312.500 US-Dollar an einen unbekannten Bieter versteigert.[12] Zum Zeitpunkt des Verkaufs war das Gemälde das teuerste je versteigerte Kunstwerk eines lebenden Künstlers.[13]
- 2020 wurde in New York ein gut erhaltenes T-Rex-Skelett für den Rekordpreis von 31,8 Millionen US-Dollar verkauft.[14]